# Vadelaincourt
Vadelaincourt település Franciaországban, Meuse megyében. Lakosainak száma 77 fő (2022. január 1.). Vadelaincourt Ippécourt, Lemmes, Osches és Les Souhesmes-Rampont községekkel határos.

## Népesség
A település népessége az elmúlt években az alábbi módon változott:
| Lakosok száma | 51   | 64   | 54   | 66   | 81   | 85   | 78   | 75   | 75   | 77   |
|               | 1968 | 1990 | 2006 | 2011 | 2015 | 2016 | 2018 | 2019 | 2021 | 2022 |